# Initiative citoyenne
Ne doit pas être confondu avec Initiative populaire, initiative citoyenne européenne ou Référendum d'initiative citoyenne.
L'initiative citoyenne est une procédure française introduite en 2008 pour la proposition d'une personne à une première nomination dans la Légion d’honneur ou dans l’ordre national du Mérite.
Cette particularité a été introduite par une instruction du président de la République au Premier ministre en date du 11 juillet 2008, afin de mettre en œuvre la procédure d'initiative citoyenne.

## Principe
Tout citoyen qui estime qu'une personne devrait bénéficier d'une première nomination dans la Légion d’honneur ou dans l’ordre national du Mérite peut indiquer son nom au préfet du département où réside la personne concernée par la promotion.
Si cette proposition est soutenue par 50 personnes, dans le même département, elle est alors obligatoirement examinée par le préfet de département, qui procède aux vérifications courantes en la matière (enquête administrative de moralité, enquête des renseignements généraux, etc.) et, s’il estime que la proposition est recevable, la transmet au ministre de tutelle (pour les fonctionnaires en exercice) ainsi qu’au grand chancelier de la Légion d’honneur.

## Attribution
Les ministres et les préfets sont chargés par le Premier ministre, chacun pour le ministère ou le département dont il a la charge, de la mise en œuvre de la procédure d'initiative citoyenne.
En 2013, La Croix indique que « les Français ne se sont pas emparés de cette procédure. Plusieurs préfectures nous ont confirmé la maigre moisson [...] ».

## Durée de la procédure
Le délai d'une procédure d'initiative citoyenne peut être très variable selon les cas, d'un département à l'autre ou d'un ministère à l'autre.
En théorie, ce délai est d'au moins six mois. La procédure prévoit en effet que les services préfectoraux disposent de six mois pour examiner la proposition d'initiative citoyenne, mener l'enquête de moralité et d'honorabilité et transmettre la  préconisation de décoration et de grade à la Grande Chancellerie, qui poursuit l'instruction et prépare les listes des personnes nommées ou promues dans les ordres nationaux.
Il arrive que ce délai soit substantiellement réduit, par exemple lorsque le récipiendaire est proposé directement par la Grande Chancellerie de l'ordre, ce qui accélère une partie de la procédure d'examen du dossier.